# XXIII. Budapester Bezirk

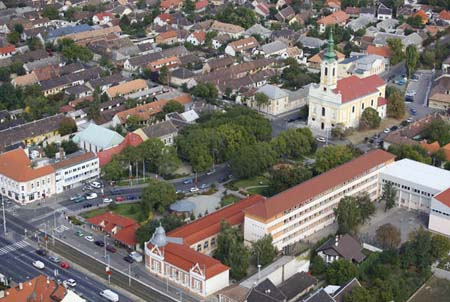

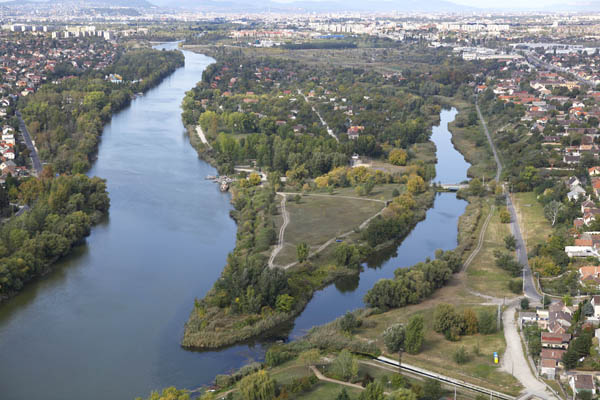

Der XXIII. Bezirk der ungarischen Hauptstadt Budapest, der auch Soroksár genannt wird, ist der jüngste der dreiundzwanzig Budapester Bezirke, und wurde 1994 vom XX. Bezirk abgetrennt. Soroksár war bis zur Eingliederung in die Hauptstadt im Jahr 1950 eine eigenständige Großgemeinde.

## Lage und Daten
Soroksár liegt in der Pester Ebene. Im Norden des XXIII. Bezirks liegt der XX. Bezirk und im Westen bildet die Soroksárer Abzweigung der Donau die Grenze. Darin mündet der seit den 1970er Jahren begradigte und stark verschmutzte Gyáli-Bach. Am gegenüberliegenden Ufer befinden sich der XXI. Bezirk sowie Szigetszentmiklós. Im Süden grenzen die Orte Dunaharaszti, Alsónémedi und Gyál an den Bezirk und in östlicher Richtung befindet sich der XVIII. Bezirk. 
Soroksár ist ein eher ruhiger Teil der Stadt, da die größeren Straßen am Rande des Bezirks verlaufen. Im Westen ist dies die Soroksári út und im Osten die Autobahn M5. Wichtige Verkehrsmittel sind die Ráckever HÉV und die Eisenbahnlinie Budapest-Kiskunhalas-Kelebia. Beide Linien haben Haltestellen im Zentrum.
Der XXIII. Bezirk besteht aus den Stadtteilen Millenniumtelep, Soroksár und Soroksár-Újtelep.

## Geschichte
Der Ort Soroksár wurde unter der türkischen Herrschaft zerstört. Erst 1724 begann die Neuansiedlung deutscher Einwanderer. Das Gelände geriet in den Besitz von Antal Grassalkovich, was die Geschwindigkeit der Besiedlung verzögerte. Mitte des 18. Jahrhunderts wurde Soroksár wieder ein Dorf. Unter Maria Theresia erhielt es das Marktrecht und wurde zu einer Minderstadt. Ende des 19. Jahrhunderts erhielt es den Rang einer Großgemeinde im Kreis Ráckave des ehemaligen Komitat Pest-Pilis-Solt-Kiskun. Neben dem abgetrennten Zweig der Donau gab es im Jahr 1891 einen Bestand von 1366 Häusern mit 12.143 Bewohnern. Davon waren 4410 ungarischer, 7120 deutscher und 150 slowakischer Abstammung. Die Nähe zur Hauptstadt begünstigte die wirtschaftliche Entwicklung. Damals gehörten Erzsébetfalva, Kossuthfalva und Gubacsipuszta zu Soroksár. Infolge des Zweiten Weltkrieges wurden 3898 Ungarndeutsche vertrieben. Am 1. Januar 1950 wurde Soroksár an Budapest angeschlossen und dem XX. Bezirk eingegliedert. Am 27. September 1992 wurde in einer Volksabstimmung der Abtrennung von Pesterzsébet zugestimmt. Die Bevölkerung des so geschaffene XXIII. Bezirks wählte am 11. Dezember 1994 das erste Gemeindeparlament. Amtierender Bürgermeister im Jahr 2008 war Ferenc Geiger von der „Vereinigung Soroksárer Ziviler Organisationen und Personen“ (Soroksári Civil Szervezetek és Személyek Egyesülete).

## Sport
Der offizielle Sportverein des XXIII. Bezirks ist der Soroksár SC. Der Fußballverein schied in der Saison 2007–2008 aus der NB2 (2. Liga in Ungarn) aus. In Soroksár gibt es weiterhin den Gewichtheber-Verein Soroksári Súlyemelő és Szabadidősport Egyesületnek (SoSE), der seit der Gründung im Jahr 1995 50 Landesmeister sowie zahlreiche Europa- und Weltmeister hervorbrachte. Er ist einer der erfolgreichsten Vereine des Landes. Im Umkreis des Klubs wird jährlich der Internationale Soroksár-Cup im Gewichtheben Soroksár Kupa Nemzetközi Súlyemelő verseny organisiert. Im Jahr 2008 nahmen daran mehr als 100 Gewichtheber teil.

## Wichtige Straßen
- Grassalkovich út
- Haraszti út
- Szentlőrinci út
- Vecsési út

Gebäude:
- „Plebanerkirche Nagyboldogasszony“ (Nagyboldogasszony Plébániatemplom)
- „Gemeindezentrum Mihály Táncsics“ (Táncsics Mihály Művelődési Ház)
- „Kulturzentrum Zuhause“ (Otthon Kulturális Központ) im ehemaligen Kino

## Partnerstädte
- Nürtingen, Deutschland
- Székelyudvarhely, Rumänien
- Tvardica, Bulgarien